# Ølfabrikken
Ølfabrikken er et mikrobryggeri stiftet af Martin Larsen og Christian Skovdal Andersen. Bryggeriet var oprindeligt beliggende i Holløselund ved Tisvildeleje i Nordsjælland, men i 2007 indgik bryggeriet et samarbejde med GourmetBryggeriet, hvilket blandt andet medførte, at Ølfabrikken overtog GourmetBryggeriets produktionsadresse i Roskilde.
Bryggeriet er kendt for øl, der er meget kraftigt smagende. Dette opnås blandt ved anvendelsen af store mængder humle, der giver både meget bitre og meget aromatiske øl. Øllet er desuden ufiltreret og upasteuriseret.

## Tidslinje
- 2004: Ølfabrikken grundlægges i et sommerhusområde nogle få kilometer fra Tisvildeleje. Bryghuset lå inde i laden tilknyttet den gamle Strandgård.

- 2006: I marts måned vælges Ølfabrikken af Danske Ølentusiasters medlemmer til Årets Bryggeri 2005. Ølfabrikkens Porter vælges desuden som Årets Ølnyhed 2005[2]. Samme år udnævnes Ølfabrikken af hjemmesiden Ratebeer.com Arkiveret 25. september 2019 hos  Wayback Machine til det 28. bedste bryggeri i verden ud af 5.800 bedømte.

- 2006 Ølfabrikken genskaber en øl efter en 4.000 år gammel sumerisk opskrift kaldet Hymnen til Ninkasi[3].

- 2007: Den 1. maj offentliggøres det, at Ølfabrikken har indgået et samarbejde med GourmetBryggeriet, således at Ølfabrikken fremover ejes 50 % af brygmester Christian Skovdal Andersen og 50 % af GourmetBryggeriet.

- 2008: Den 21. januar offentliggøres det, at GourmetBryggeriet nu ejer 100 % af Ølfabrikken. Christian Skovdal Andersen træder ud af virksomheden, og varemærket Ølfabrikken føres videre af GourmetBryggeriet helt uden de oprindelige ejere. I marts måned vælges Ølfabrikken af Danske Ølentusiasters medlemmer til Årets Bryggeri 2007[4].

## Slogans
Ølfabrikken har blandt andet gjort sig bemærket gennem farverige reklamer og slogans såsom:
- "Livet er for kort til lorteøl"
- "Pasteurisering er mord"
- "Filtrering er racisme"
- "Ølfabrikken, en fabrik der laver øl"